# IC 2087
IC 2087 је рефлексиона маглина у сазвјежђу Бик која се налази на листи објеката дубоког неба у Индекс каталогу.
Деклинација објекта је + 25° 44' 32" а ректасцензија 4h 40m 0,0s. IC 2087 је још познат и под ознакама LBN 813, CED 38.